# Cassis (Romeins leger)

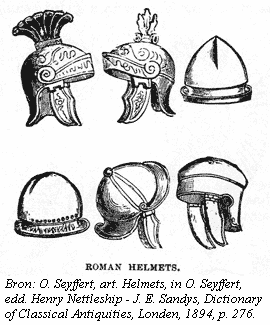
Een beknopt overzicht van de verschillende types cassides.

De cassis is de helm van een Romeinse miles of officier. De oudst bekende voorbeelden zoals die in het Römisch-Germanisches Zentralmuseum in Mainz zijn echter niet Romeins maar Keltisch en dateren uit de tweede eeuw voor Christus. In de Republikeinse tijd wordt deze helm, in verschillende varianten, in het Romeinse leger ingevoerd en in de keizertijd is deze helm algemeen gebruikelijk.

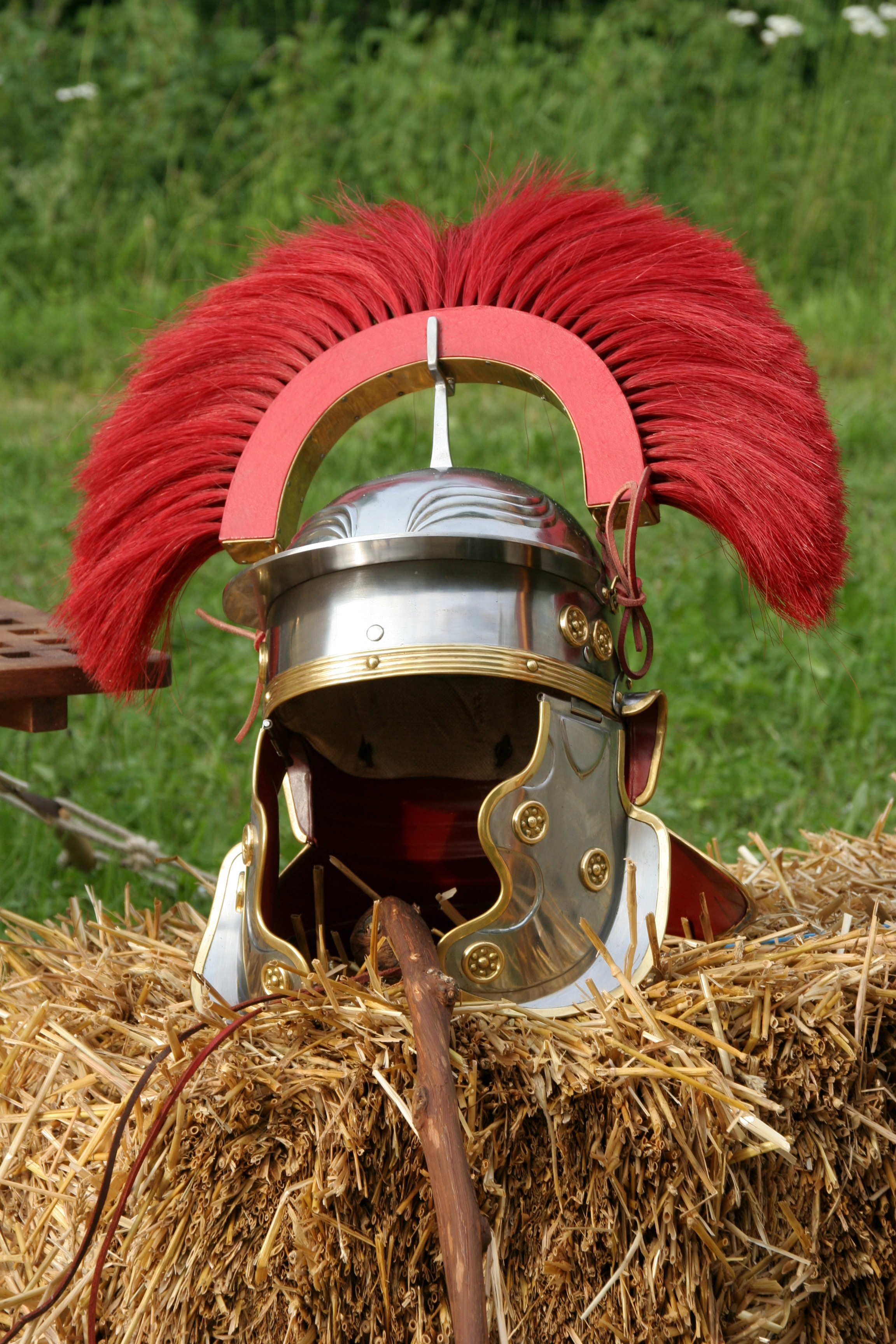
Cassis van een centurio in de tweede eeuw.

Omdat de cassis vele varianten kent, kunnen vondsten niet alleen gebruikt worden voor een datering, maar kunnen ze soms ook uitsluitsel geven over het legioen waartoe ze behoren. Als hoofdtypen gelden de Imperisch Gallische en de Imperisch Italische stijl die elk weer onderverdeeld zijn in een groot aantal varianten.
De cassis van centurio's was uitgerust met een (overdwars geplaatste) pluim, die het voor de milites makkelijker maakte deze in het gedrang van een veldslag te onderscheiden.